# طريق اللحم (فلم)
طريق اللحم (بالإنجليزية: The Way of All Flesh) هو فيلم دراما تم إنتاجه في الولايات المتحدة وصدر في سنة 1927.

## بطولة
- أميل جانينجز

### ترشيحات وجوائز
| السنة | الحدث | الفئة            | النتيجة  |
| ----- | ----- | ---------------- | -------- |
|       |       | أوسكار أحسن ممثل | فـــــوز |

## وصلات خارجية
- طريق اللحم على موقع IMDb (الإنجليزية)
- طريق اللحم على موقع الموسوعة البريطانية (الإنجليزية)
- طريق اللحم على موقع روتن توميتوز (الإنجليزية)
- طريق اللحم على موقع نتفليكس (الإنجليزية)
- طريق اللحم على موقع Turner Classic Movies (الإنجليزية)
- طريق اللحم على موقع أول موفي (الإنجليزية)
- طريق اللحم على موقع فيلمافينيتي (الإسبانية)
- طريق اللحم على موقع قاعدة بيانات الفيلم (الإنجليزية)
- طريق اللحم على موقع ليتربوكسد (الإنجليزية)
- طريق اللحم على موقع كينوبويسك (الروسية)